# Taq-полимераза
Taq-полимераза, или термостабильная ДНК-полимераза I — термостабильная ДНК-зависимая-ДНК-полимераза бактерии Thermus aquaticus. Taq-полимераза является гомологом ДНК-полимеразы I Escherichia coli. В отличие от E. coli, Th. aquaticus является термофильным микроорганизмом (для его жизнедеятельности оптимальна температура окружающей среды 55 °С и выше), поэтому и его ферменты термостабильны (температурный оптимум составляет 70—80 °С). Taq-полимераза обладает ДНК-полимеразной и 5',3'-экзонуклеазной активностями и применяется для проведения полимеразной цепной реакции (ПЦР).
Taq-полимераза была впервые охарактеризована в 1976 году. Этот фермент состоит из 832 аминокислотных остатков и имеет молекулярную массу около 94 кДа.

## Свойства
Ключевым свойством Taq-полимеразы, которое делает её удобной для ПЦР, является термостабильность. Период полураспада фермента при температуре 92,5 °C составляет 130 минут, что позволяет проводить многочисленные циклы ПЦР без необходимости добавлять новую порцию фермента в каждом цикле (как делали до открытия термостабильных ДНК-полимераз). Кроме того, более высокий температурный оптимум протекания реакции амплификации уменьшает вероятность образования вторичной и третичной структуры в матрице и неспецифичного отжига праймеров.
Скорость работы фермента зависит от температуры и составляет примерно 60 нуклеотидов в секунду при 72 °С. Это выше, чем скорость работы фрагмента Клёнова при оптимальной для него температуре и частично объясняется тем, что Taq-полимераза не имеет корректирующей 3',5'-экзонуклеазной активности, которая замедляет работу фермента. Taq-полимераза имеет более высокую процессивность, чем фрагмент Клёнова и легко синтезирует фрагменты ДНК длиной 4000 нуклеотидных остатков, а при оптимальных условиях — до 8000—10 000.
Полимераза может добавлять 3'-выступающий нуклеотид на тупые концы ДНК-фрагмента. Это свойство фермента используется для молекулярного клонирования.